# Valabriç
Valabriç (en francès Vallabrix) és un municipi francès situat al departament del Gard i a la regió d'Occitània.